# El Segundo (stacja metra)
El Segundo – nadziemna stacja zielonej linii metra w Los Angeles. Stacja znajduje się na narożniku Nash Street i El Segundo Boulevard w hrabstwie Los Angeles. Na początku stacja nosiła nazwę El Segundo/Nash i ta nazwa może być jeszcze ciągle używana w niektórych miejscach.
Kiedy zakończy się budowa trasy szybkiego tramwaju Crenshaw Corridor (koniec budowy planowany jest w roku 2018), to wtedy stacja będzie również obsługiwana przez tramwaje linii Crenshaw Line.

## Godziny kursowania
Tramwaje zielonej linii kursują codziennie od około godziny 5:00 do 0:45

## Połączenia autobusowe
- Gardena Transit: 5
- LADOT Commuter Express: 574
- Municipal Area Express: 2, 3, 3X
- Torrance Transit: 8 (w kierunku południowym)